# Parafia św. Tadeusza Apostoła w Legnicy
Parafia Świętego Tadeusza Apostoła w Legnicy znajduje się w dekanacie Legnica Zachód w diecezji legnickiej. Jej proboszczem jest ks. Stanisław Araszczuk. Obsługiwana przez księży diecezjalnych. Erygowana 19 marca 1994. Mieści się przy ulicy Artyleryjskiej.

## Ulice należące do parafii
Ulice w parafii: Artyleryjska (parzyste od 20 do 38 i nieparzyste od 15 do 25), Asnyka, Będzińska, Boya-Żeleńskiego, Chojnowska (114a, 140), Chorzowska, Herberta, Janowska, Katowicka, Kawaleryjska, Kilińskiego, Lechonia, Leśmiana, Lindego, Lotnicza (30-50), Lubuska, Makuszyńskiego, Marynarska, Mikołowska, Miłosza, Olkuska, Orkana, Pancerna, Porazińskiej, Pszczyńska, Raciborska, Rybnicka, Sosnowiecka, Szewczenki, Szwoleżerów, Tyska, Zabrzańska, Złotoryjska (105, 105a, 109, 111, 113, 141, 143), al. Zwycięstwa, Żołnierska.

## Lista proboszczów
- ks. Marek Kurzawa (1994–1998)
- ks. dr hab. Stanisław Araszczuk, prof. Papieskiego Wydziału Teologicznego we Wrocławiu (od 1998)